# Даррелл Кітченер
Даррелл Джон Кітченер (англ. Darrell John Kitchener; нар. 9 червня 1943 року) — австралійський зоолог. Сферою його наукових інтересів є теріологія. Він є автором більш ніж ста статей, опублікованих під час роботи старшим біологом-дослідником в Музеї Західної Австралії. За 28 років перебування на цій посаді він описав низку видів тварин. Він вчився в Університеті Тасманії і захистив докторський ступінь в Університеті Західної Австралії. Його головною роботою є «Повна книга австралійських ссавців» (англ. Complete book of Australian mammals).
На честь дослідника був названий різновид сцинків Emoia kitcheneri і різновид молосів Ozimops kitcheneri.